# Friedemann Eichhorn
Friedemann Eichhorn (geb. 1971) ist ein deutscher klassischer Geiger.

## Biografie und Werdegang
Eichhorn wurde in Münster geboren und studierte Violine bei Valery Gradow an der Mannheim University of Music. Er setzte seine Studien bei Alberto Lysy an der International Menuhin Music Academy in Gstaad, Schweiz, fort und studierte anschließend an der Juilliard School, wo er mit Margaret Pardee, Earl Carlyss, Samuel Sanders und Miguel Harth-Bedoya arbeitete. Eichhorn erhielt u. a. Stipendien des Deutschen Akademischen Austauschdiensts, der Menuhin Academy und der Juilliard School. Friedemann studierte außerdem Musikwissenschaft und Jura an der Johannes Gutenberg-Universität in Mainz, wo er zum Ph.D promoviert wurde.
Eichhorn konzertierte mit zahlreichen Orchestern, darunter die St. Petersburger Philharmoniker und Symphoniker, die Münchner Symphoniker, die Hamburger Symphoniker und das Südwestdeutsches Rundfunkorchester. Er trat bei einer Reihe von Musikfestivals auf, darunter das Schleswig Holstein Music Festival, das Kronberg Cello-Festival, das Menuhin-Festival Gstaad, das Focus Festival, New York und Killington, Vermont. Er hat mit Dirigenten wie Yehudi Menuhin, Howard Griffiths und David Stahl zusammengearbeitet und ist mit Musikern wie Yuri Bashmet, Gidon Kremer und Igor Oistrach aufgetreten. Als Kammermusiker arbeitete er mit Julius Berger, Alexander Huelshoff, José Gallardo, Gerhard Oppitz und Thomas Müller-Pering zusammen.
Eichhorn hat eine Reihe von CDs für die Labels Hänssler Classic, Claves und Naxos aufgenommen. Er hat Werke von Hermann, Rode, Servais und anderen aufgenommen.
Eichhorn unterrichtet Violine an der Liszt School of Music in Weimar, Deutschland und ist der Künstlerischer Direktor der Kronberg Academy in Kronberg, Deutschland.